# Lygdamis nesiotes
Lygdamis nesiotes är en ringmaskart som först beskrevs av Chamberlin 1919.  Lygdamis nesiotes ingår i släktet Lygdamis och familjen Sabellariidae. Inga underarter finns listade i Catalogue of Life.